# Plectocolea infusca
Plectocolea infusca là một loài Rêu trong họ Jungermanniaceae. Loài này được Mitt. mô tả khoa học đầu tiên năm 1981.